# Zita Oligui Nguema
Zita Oligui Nguema, née Zita Nyangui le 25 septembre 1978 à Libreville, est une personnalité gabonaise. Depuis le 4 septembre 2023, elle est la Première dame du Gabon en sa qualité de femme du président de la Transition Brice Oligui Nguema. Après l'élection présidentielle du 12 avril 2025, elle devient Première dame du Gabon en sa qualité d'épouse du président élu démocratiquement.  

## Biographie

### Enfance et formations
Née sous le nom de Zita Nyangui le 25 septembre 1978 à Libreville, Zita Oligui Nguema est fille de François Makoba et de Irène Moussounda. Elle est membre d'une fratrie de sept enfants.
Après ses études primaires au Cenef 1, Zita Nyangui suit des études secondaires au lycée d’application Nelson-Mandela, où elle obtient son BEPC et son baccalauréat série D.
Ensuite, elle se rend au Maroc pour suivre une formation en biologie-géologie à l’université Moulay-Ismaïl, en faculté des sciences à Meknès, et à l’université Sidi Mohamed Ben Abdellah, faculté des sciences Dhar El Mahraz de Fès. Elle y obtient un master 1 en biologie végétale.
Elle s’inscrit, plus tard, à l’Institut de formation douanière de Casablanca, promotion 2005-2006, où elle obtient un diplôme d'inspectrice centrale des douanes. Elle sert à la Direction régionale des Douanes gabonaises en 2006, puis au Bureau central de Libreville, à l’aéroport international Léon-Mba, en 2007.

### Parcours
Zita Nyangui est inspectrice principale des douanes jusqu'en 2023.  
Le 4 septembre 2023, elle devient Première dame du Gabon, lors de l'investiture de son époux Brice Oligui Nguema en tant que nouveau chef de l'État gabonais, Président de la Transition.  
Au lendemain du 3 mai 2025, jour de l'investiture de son mari en qualité de président démocratiquement élu du Gabon, elle lui adresse un mot de félicitations, en sa qualité de Première dame du Gabon. 

### Activités associatives et philanthropie
Elle est la présidente de l’Association des épouses des personnels de la Garde républicaine (AEPGR) et de la Fédération des associations des épouses des personnels des Forces de Défense (FAEPFD). 
Le 18 juin 2024, la fondation Ma Bannière s'allie à l'Association Alba pour lutter contre l'albinisme. 
Le 20 juin 2024, elle célèbre la fête des Mères avec les femmes gabonaises au Radisson Blu de Libreville, sous la coupole de sa fondation.